# Puccinia minussensis
Puccinia minussensis är en svampart som beskrevs av Thüm. 1878. Puccinia minussensis ingår i släktet Puccinia och familjen Pucciniaceae.   Inga underarter finns listade i Catalogue of Life.